# Amt für Militärisches Geowesen
Das Amt für Militärisches Geowesen (AMilGeo) war vom 1. April 1985 bis zum 11. März 2003 das zentrale Amt zur Bearbeitung der Fachgebiete des Militärischen Geowesens (MilGeo) und zur Leitung des Fachdienstes „Militärgeographischer Dienst“ (MilGeoDst, MilGeo-Dienst) der Bundeswehr. Im Zuge der Fusion des Militärgeographischen Dienstes mit dem Geophysikalischen Beratungsdienst der Bundeswehr wurde aus dem AMilGeo und dem Amt für Wehrgeophysik am 11. März 2003 das Amt für Geoinformationswesen der Bundeswehr (AGeoBw) gebildet.
Die einzelnen Fachgebiete spiegelten sich in den Abteilungen, Gruppen und Dezernaten des Amtes wider.

## Entstehung und organisatorische Entwicklung
Eine erste Vorgängerdienststelle entstand am 15. Juni 1956 unter der Bezeichnung Vorauspersonal Militärgeographische Dienststelle (VP MilGeoDSt). Sie bestand aus 81 Personen in drei Gruppen von je fünf bis sechs Arbeitsbereichen:
- Vermessung und Luftbildwesen
- Kartographie
- Beschreibende Geographie

Die Dienststelle war ab 17. Juli 1956 in Bad Godesberg, Friesdorfer Str. 194 (50° 41′ 29″ N, 7° 8′ 27″ O) untergebracht.
Der Zusatz „Vorauspersonal“ entfiel am 1. September 1958. Die Militärgeographische Dienststelle (MilGeo-Dienststelle) erhielt 120 Dienstposten und folgende Gliederung:
- Abteilung Vermessung
- Abteilung Luftbildwesen
- Abteilung Kartenwesen
- Abteilung Geographie und Geologie

Am 1. April 1962 wurde die Dienststelle in Militärgeographisches Amt (MilGeoA) umbenannt. Die neue Gliederung teilte die Geographie und Geologie in zwei Abteilungen auf.
Zum 1. Februar 1963 wurden die Abteilungen in Gruppen umbenannt und bildeten zwei neue Abteilungen unter je einem Oberst, wodurch sich folgende Gliederung ergab:
- Leitung
- Stab und Kommandant Stabsquartier
- Gruppe Zentrale Fachaufgaben (1976 Gruppe Ausstattung/Beschaffung/Graphischer Betrieb (ABG))
  - Technischer Betrieb
  - Beschaffung und Ausstattung
Später kamen folgende Dezernate dazu, die 1976 zum Stab traten:
  - Sprachmittler
  - Fachbibliothek
  - Spezialdokumentation
- Abteilung Geodäsie
  - Gruppe Vermessungswesen
  - Gruppe Luftbildwesen
  - Gruppe Kartenwesen
  - Arbeitsgruppe Automation (AGA, ab 1975) mit einer 1965 beschafften Zuse Z25 und Siemens 404/3
  - Projektgruppe „Digital Landmass System“ (DLMS, ab 1977)
- Abteilung Geographie/Geologie (1971 Abteilung Militärlandeskunde)
  - Gruppe Geographie
  - Gruppe Geologie

Die Gruppe Luftbildwesen verfügte über drei Bildflugzeuge vom Typ English Electric Canberra, deren Besatzungsmitglieder (Kamera-Operateure und Piloten kamen von der Luftwaffe, der Navigator aus dem MilGeo-Dienst, die Piloten später von der Firma Rheinflug) später das Dezernat Bildflug bildeten. Dies war bis 1988 auf dem Flughafen Köln/Bonn stationiert, danach mit nur noch zwei Maschinen in Manching, wobei die dortige Wehrtechnische Dienststelle 61 dann auch die Piloten stellte. 1993 wurde der Flugbetrieb eingestellt.
Seit dem 1. März 1967 zählt das Amt zu den Forschungs- und Versuchsanstalten des Bundes.
Am 1. April 1985 erfolgte die Umbenennung in Amt für Militärisches Geowesen (AMilGeo) mit folgender Gliederung:
- Abteilung I Zentrale Aufgaben
  - Stab mit Bibliothek
  - Dezernat Planung und Kontrolle
  - Dezernat MilGeo-Versorgung (einschl. Graphischer Betrieb und Kartenlager Mitte)
- Abteilung II Geowissenschaften
  - Gruppe Geodäsie/Photogrammetrie
  - Gruppe Kartographie
  - Gruppe Geographie
  - Gruppe Geologie

Am 10. Juli 1985 bezog das Amt einen Neubau in der Funk-Kaserne, heute Mercator-Kaserne, in Euskirchen (50° 40′ 27″ N, 6° 45′ 47″ O).
Zum 1. Juli 1987 übernahm der Leiter Militärisches Geowesen (LtrMilGeo), bisher im Streitkräfteamt angesiedelt, unter Anhebung seines Dienstpostens zum Brigadegeneral zusätzlich die Führung des AMilGeo.
Ab 1. April 1993 erhielt das Amt bei einem Personalumfang von rund 50 Soldaten und 200 Zivilbediensteten folgende Gliederung:
- Leiter Militärisches Geowesen und Amtschef Amt für Militärisches Geowesen
  - Stellvertreter des „Leiter Militärisches Geowesen und Amtschef Amt für Militärisches Geowesen“ und Chef des Stabes
    - Stabsgruppe
    - Truppenverwaltung
    - Sprachendienst
    - Stabs-/Sicherungskompanie (Geräteeinheit)
    - Abteilung I Zielsetzung/Konzeption
      - Dezernat Grundsatzangelegenheiten MilGeowesen/MilGeo-Dienst
      - Dezernat Entwicklungsplanung/-steuerung/-kontrolle
      - Dezernat Bedarfsdeckungsplanung/-steuerung/-kontrolle (Beschaffung von und Versorgung mit MilGeo-Unterlagen und -Daten, z. B. Karten)

    - Abteilung II Entwicklung/Grundlagen
      - Dezernat Geodäsie
      - Dezernat Geographie
      - Dezernat Geologie
      - Dezernat Geo-Informatik
      - Dezernat Fachinformation und Dokumentation

    - Abteilung III Infobasis/Infomodelle
      - Dezernat MilGeo-Datengewinnung (Vermessung, Luftbildmessung)
      - Dezernat Grunddaten (im Wesentlichen Vektordatenbearbeitung)
      - Dezernat Kartographie
      - Dezernat Datenmodelle (im Wesentlichen Rasterdatenbearbeitung)
      - Dezernat Zentrale Rechenanlage (ZERA)

    - Gruppe Graphischer Betrieb/MilGeo-Versorgung
      - Dezernat Graphischer Betrieb (Repro-/Kopiertechnik, Druckerei – Roland 800 zum großformatigen Druck bis A0 –, Schriftsetzerei und Buchbinderei)
      - Dezernat MilGeo-Versorgung